# 方斜路
方斜路是中華人民共和國上海市黃浦區一條道路，南起陸家浜路，北至西藏南路，全长1037米，路名來自於跨越方浜的方浜桥和跨越周泾、陆家浜和肇家浜的斜桥。清朝宣统三年至中華民国二年（1911年至1913年），法国商人在方浜桥至斜桥之间修筑电车路，並取名方斜路。